# Hungría (álbum)
Hungría es el segundo álbum de estudio del músico chileno Daniel Riveros, más conocido como Gepe, lanzado en 2007 bajo el sello independiente Quemasucabeza, y antecesor de su segundo EP Las piedras. 
En la interpretación del disco se cuenta con la colaboración del otro músico chileno Pedro Subercaseaux, más conocido como Pedropiedra.

## Lista de canciones
| Hungría |                                                                 |          |  |
| N.º     | Título                                                          | Duración |  |
| 1.      | «Esgrima»                                                       | 4:19     |  |
| 2.      | «Gracia»                                                        | 2:40     |  |
| 3.      | «Celosía»                                                       | 4:37     |  |
| 4.      | «357»                                                           | 3:35     |  |
| 5.      | «No te mueras tanto» (base rítmica Fernando Mora, Pablo Flores) | 3:33     |  |
| 6.      | «A la vista»                                                    | 3:27     |  |
| 7.      | «8tema»                                                         | 3:54     |  |
| 8.      | «Samoriseva»                                                    | 3:27     |  |
| 9.      | «Hungría»                                                       | 2:41     |  |
| 10.     | «Hebra prima»                                                   | 2:48     |  |
| 35:01   |                                                                 |          |  |

## Créditos
Intérpretes
- Gepe: voz, guitarra, teclados, percusión, batería, charango.
- Pedro Subercaseaux: bajo, batería, percusión.

Otros
- Gepe: diseño de arte.
- Javiera del Campo: diseño de arte, pinturas.
- Vicente Sanfuentes: producción, mezclas, programación, grabación, grabación baterías temas 1, 2, 8.
- Gonzalo González: masterización, mezclas temas 6, 7, 9.
- J. Pablo Bello: grabación temas 6, 7, 9, grabación de batería temas 1, 2, 8.